# ولادناصر الغربية (سيدي الطيبي)
ولادناصر الغربية هي إحدى مشيخات المملكة المغربية، تتبع جغرافيا لإقليم القنيطرة وإداريًا لسيدي الطيبي. يقدر عدد سكانها بـ 1296 نسمة حسب الإحصاء الرسمي للسكان والسكنى لسنة 2004.